# رضاقلی‌خان قاجار
رضاقلی‌خان قاجار پسر محمدحسن خان قاجار و یکی از برادران آقامحمدخان بود.
هنگامی که آقامحمدخان در بارفروش مازندران اقامت داشت، برادرانش جعفرقلی‌خان و مصطفی‌قلی‌خان قاجار را به فتح گیلان فرستاد که در دست هدایت‌الله خان فومنی بود. در این زمان رضاقلی‌خان فرصت را مناسب دید و از استرآباد به بارفروش تاخت و آقامحمدخان را به همراه باباخان (بعداً فتحعلی‌شاه) و مادر و برادر او، به اسیری گرفت. در نتیجه جعفرقلی خان و مصطفی‌قلی‌خان محاصره رشت را ناتمام گذاشتند و به مازندران بازگشتند و آقامحمدخان را آزاد ساختند. رضاقلی‌خان به مشهد فرار کرد و به تحت‌الحمایگی شاهرخ میرزا درآمد و چندی نگذشت که در همان شهر درگذشت.